# Les Églises-d'Argenteuil
Les Églises-d'Argenteuil är en kommun i departementet Charente-Maritime i regionen Nouvelle-Aquitaine i västra Frankrike. Kommunen ligger  i kantonen Saint-Jean-d'Angély som ligger i arrondissementet Saint-Jean-d'Angély. År 2022 hade Les Églises-d'Argenteuil 533 invånare.

## Befolkningsutveckling
Antalet invånare i kommunen Les Églises-d'Argenteuil
Referens:INSEE